# Yamaha RA 125
Con la sigla RA sono state contraddistinte le motociclette da competizione della Yamaha Motor, con motorizzazione due tempi, che hanno partecipato al motomondiale della classe 125 dal 1961 al 1968.
Si tratta di moto molto diverse tra loro nella configurazione dei propulsori, comprendendo modelli mono, bi e quadricilindrici, accomunati quasi solo dalla cilindrata, evidentemente inferiore ai 125 cm³ per restare nei limiti della classe.
Con il ritiro dalle competizioni della casa motociclistica giapponese annunciata alla fine del 1968, la serie RA terminerà la sua esistenza, sostituita dalla serie YZ.

## RA41
Si è trattato della prima motocicletta progettata esclusivamente per le competizioni dopo che per i primi anni dalla costituzione dell'azienda erano state preparate solamente delle versioni potenziate e modificate della Yamaha YA-1.
Presentata nel 1961, era dotata di un motore monocilindrico a due tempi raffreddato ad aria ed era accreditata di circa 20 CV di potenza erogata a circa 10.000 giri; il cambio era a 6 rapporti.
Venne portata in gara nel motomondiale 1961 soprattutto da Fumio Itō che la portò al debutto al Gran Premio motociclistico di Francia e poi all'11º posto al Tourist Trophy; non riuscì durante la stagione ad ottenere risultati di particolare rilievo.

## RA75
Dopo che nel 1962 la Yamaha non si era presentata nelle competizioni del motomondiale della 125, nel 1963 venne presentata la RA75 che, rispetto al precedente, presentava un leggero aumento della corsa e un incremento di potenza a 25  CV erogati ad un regime di rotazione più elevato, a 12.000 giri; anche il cambio venne portato ad 8 rapporti. Si trattò dell'ultima serie dotata di motore monocilindrico.

## RA97
Nel 1964 venne presentato il nuovo modello, la RA97, dotata di motore bicilindrico che nella prima versione manteneva il raffreddamento ad aria, sostituito da quello a liquido a partire dal 1965.
Quest'ultima versione era inizialmente accreditata di 34 cavalli, saliti a 38 nell'ultima evoluzione del 1966; anche il regime di rotazione aveva subito una elevazione a 13.500/14.000 giri.
Rispetto alle versioni precedenti monocilindriche, questo modello cominciò ad ottenere buoni risultati anche nelle competizioni mondiali: nella stagione 1964 con Phil Read quale pilota di punta riuscì ad ottenere un secondo posto nel GP d'Olanda ancora nella sua versione raffreddata ad aria prima che la sua evoluzione venisse portata al debutto nel Gran Premio motociclistico del Giappone.
Nel motomondiale 1965, sempre guidata da Phil Read si aggiudicò il Tourist Trophy, e gli altri piloti ufficiali, Mike Duff e Bill Ivy, ottennero buoni risultati, con il primo che vinse il GP d'Olanda e si piazzò al 6º posto nella classifica iridata.
Nel 1966, ultimo anno di gare prima della sostituzione definitiva con il nuovo modello, la moto venne equipaggiata da un cambio a 9 rapporti e ottenne varie vittorie (4 con Ivy e 1 con Read) con Ivy che si classificò al secondo posto nella classifica generale, preceduto solo da Luigi Taveri con una Honda.

## RA31
Già vista in anteprima nelle competizioni della seconda metà del 1966, nel 1967 vide la luce ufficialmente l'ultima delle serie "RA", la RA31, con un motore quadricilindrico a V a due alberi motore, messi in collegamento tra loro tramite un ingranaggio, dove i cilindri sono raffreddati a liquido e con un arco utile di utilizzazione del motore che andava da 15.000 a 17.000 rpm.
Questa moto prende spunto dal modello della classe 250 Yamaha RD05. È caratterizzata dall'assenza dei silenziatori, difatti ancora non sono vigenti regole sulla fonometria, inoltre adotta una lubrificazione mista, miscela olio-benzina più pompa olio.
Sarà con questo modello, usato nel motomondiale 1967 e in quello del 1968, che la Yamaha otterrà i primi titoli iridati in classe 125, il primo anno con Bill Ivy e il secondo (con la versione 31A) con Phil Read.